# Wコミック
Wコミック（ダブルコミック）は、吉本興業に所属するお笑いコンビである。もともとはリーダーの田口れんじが浅草時代に結成したコンビであり、その後相方を変えつつ活動していた。

## 来歴
主に舞台や客席までを幅広く展開するコントを得意とする。ネタのジャンルは「任侠ネタ」「高校野球ネタ」「兵隊ネタ」「ボクシング（キックボクシング）ネタ」等幅広い。れんじのカン高い色っぽい女声で、鉄道唱歌のメロディーに乗せて「1、2の3の4の2の5……」のフレーズで両手の指で数えるギャグがある。
れんじは過去に相方を東とんぼ（Wコミック脱退後は水野三吉と「とんぼと三吉」として活動）、加藤おそ松、再び東とんぼ、土佐一太、淡九太、原みつお、脇光男、間に一人おいて千卓也、井手亮（現在は井出亮王）、山本けんじ、せんなり、松田ひろし（後にコントコンビ「おこさまランチ」のひろし）、来阪し北しんじ（現在はピン芸人・ジョージマン北）、おぎの信号と変えている。吉本興業へ入ったのは北しんじと組んだ1992年であり、かつては太田プロダクション等に所属していた。
2010年12月以降、田口が病気療養に入り活動を休止。2017年に田口が逝去したため解散となった。

## メンバー
田口れんじ（たぐち れんじ、1943年4月27日 - 2013年10月11日）
本名は田口錬治。愛知県出身。一時期芸名を「がすれんじ」と名乗っていた。
1969年、ギャグ・メッセンジャーズに弟子入り。
貧乏エピソードが多く、月亭八方の著書の『八方の楽屋のぞきめがね』（ワニブックス、2007.12）にも詳しく紹介されている。 バツイチ。
2013年10月11日に肺炎のため死去。70歳没。
おぎの信号（おぎの しんごう、1977年8月28日 - ）
本名は荻野晋吾。兵庫県姫路市出身。元うめだ花月のスタッフ。2001年に田口の15番目にして最後の相方となる。宮川大助・花子のDHFのメンバー。
ダブルコミック解散後は芸名を本名の荻野晋吾に戻し、活動休止時に村上ショージの弟子であり元コンビ「くるくるサーカス」として活動したよね皮ホホ骨と「くるくるコミック」を結成し活動中。並行してチャンバラトリオおよびその弟子のメンバーらとコントユニット「チャントリ軍団」としても活動。チャントリ軍団解散後は、「チャンバラチャンネル」としても活動中。
カートヤング率いる「よしもと剣喜劇」のメンバーでもある。

## 出演番組
- 早起きチャンネル520（フジテレビ）番組内の1コーナーであるWコミックの早朝指体操にて出演
- 鉄道公安官 第42話「青春特急・いのちよ走れ!」（テレビ朝日系）
- お笑いスター誕生!!（日本テレビ系）※田口・井出コンビ
- 笑いがいちばん（NHK）
- あらびき団（TBS系）※おぎののみ
- 千鳥のぼっけぇTV!（GAORA）※田口のみ

## 註
1. ↑  文化デジタルライブラリー 人物履歴：東 とんぼ
2. ↑  Ｗコミックおぎの信号の『おぎの細道』 - 公式ブログプロフィール（インターネットアーカイブによるアーカイブ）
3. 1 2  お笑いコンビ「Wコミック」の田口れんじさん死去、70歳スポーツニッポン2013年10月13日閲覧
4. ↑  お笑いタレントスクール笑学校（インターネットアーカイブによるアーカイブ）